# Juan Manuel Oliva Ramírez
Pour les articles homonymes, voir Oliva.
Juan Manuel Oliva Ramírez, né le 23 janvier 1960 à León, Guanajuato, est un homme politique mexicain. Il est l'actuel gouverneur de l'État mexicain de Guanajuato depuis le 26 septembre 2006,.